# جون غريندر
جون غريندر (John Grinder) هو عالم لغويات متخصص في النحو التحويلي. وهو كذلك مؤلف ومستشار إداري. كان له اهتمام خاص بقراءة نجاح الناجحين وقد وضع أصول البرمجة اللغوية العصبية بالتعاون مع ريتشارد باندلر.

## سيرة ذاتيّة
ولد جون غريندر عام 1940 في الولايات المتّحدة الأمريكيّة. تخرّج من جامعة سان فرانسيسكو في أوائل الستّينات بدرجة بكالوريوس في علم النفس. التحق جون بعد ذلك بالجيش الأمريكي ليخدمَ القوات الخاصّة في منطقة أوروبّا إبّان الحرب الباردة. بعد ذلك انتقل للعمل في الاستخبارات الأمريكيّة[بحاجة لمصدر].
في نهاية الستّينات عاد جون لدراسة اللغويات ليحصل عام 1971 على شهادة الدكتوراة في هذا المجال من جامعة كاليفورنيا سان دييغو.